# Axel von Otter
Axel von Otter, född 1 september 1882 på Stora Hultrum i Vireda församling, Jönköpings län, död där 7 juni 1956, var en svensk lantmätare.
Axel von Otter var son till godsägaren friherre Axel Philip von Otter och bror till Carl von Otter. Han avlade mogenhetsexamen i Jönköping 1901, lantmäteriexamen 1905, geodetisk examen 1910 och kulturteknisk examen 1912. Han var 1912–1918 lärare i praktiskt lantmäteri vid lantmäteriundervisningen och 1913–1918 föreståndare för denna. Efter ett par år som extra lantmätare blev han distriktslantmätare i Värends norra distrikt samt var överlantmätare i Kalmar län 1927–1940 och i Jönköpings län 1940–1947. Von Otter deltog 1916–1917 som sakkunnig i uppgörande av förslag till lantmäteristatens omorganisation och ny lantmäteritaxa med mera och utförde utredningar inom Lantmäteristyrelsen. Därutöver var han ordförande i byggnadsnämnden och stadsplanekommittén i Kalmar samt tillhörde aktiva inom skytterörelsen, bland annat som ordförande i Kronobergs läns skytteförbund och Kalmar läns södra skytteförbund. Han publicerade uppsatser och artiklar i lantmäteri- och skyttetidskrifter. Från 1936 var han ägare och brukare av Stora Hultrum.